# Hermann Berghaus
Hermann Berghaus (Herford, 16 november 1828 -  Gotha 3 december 1890) was een belangrijke Duitse cartograaf uit de 19e eeuw.

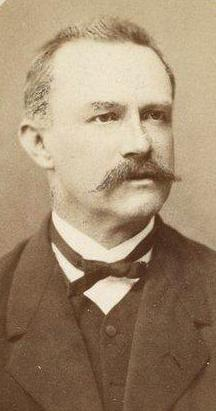
Hermann Berghaus (1828-1890)

## Levensloop
Hermann Berghaus werd geboren op 16 november 1828 als zoon van een predikant in Herford. Hij bezocht het gymnasium in Herford en Halle en hield zich in zijn vrije tijd vooral bezig met zijn bijzondere talent, tekenen. Hij werd van 1842 tot 1845 door zijn oom Heinrich Berghaus opgeleid tot cartograaf. Hier leerde hij naast cartografische technieken ook om verschillende projectiemethoden in kaart te brengen. Na zijn leertijd werkte Berghaus op de cartografische afdeling van de uitgeverij Uitgeverij Justus Perthes in Gotha, die destijds een wereldwijde reputatie bezat.
Zijn voornaamste taak was om grote kaarten te moderniseren met extra bladen en deze te voorzien van actuele gegevens. Sinds de uitgave van Petermann’s geographische Mitteilungen (PGM), heeft Berghaus veel van de bijbehorende kaarten geproduceerd, die worden gekenmerkt door de nauwkeurige en driedimensionale weergave van het bodemreliëf . Uitgeverij Perthes dankte zijn groeiende internationale reputatie aan de uitstekende kwaliteit van zijn werk en kreeg opdrachten uit vele andere landen om schoolkaarten en schoolatlassen te leveren. Berghaus’s belangrijkste werken zijn de Chart of the world  (die tussen 1863 en 1924 minstens 12 edities doormaakten) en de revisie van de verouderde Physikalischer Handatlas. In 1886 werden na een lange periode van voorbereiding de eerste bladen getekend. Berghaus kon de voltooiing van zijn werk echter niet meemaken. Nadat hij in 1888 blind werd, stierf hij op 3 december 1890.

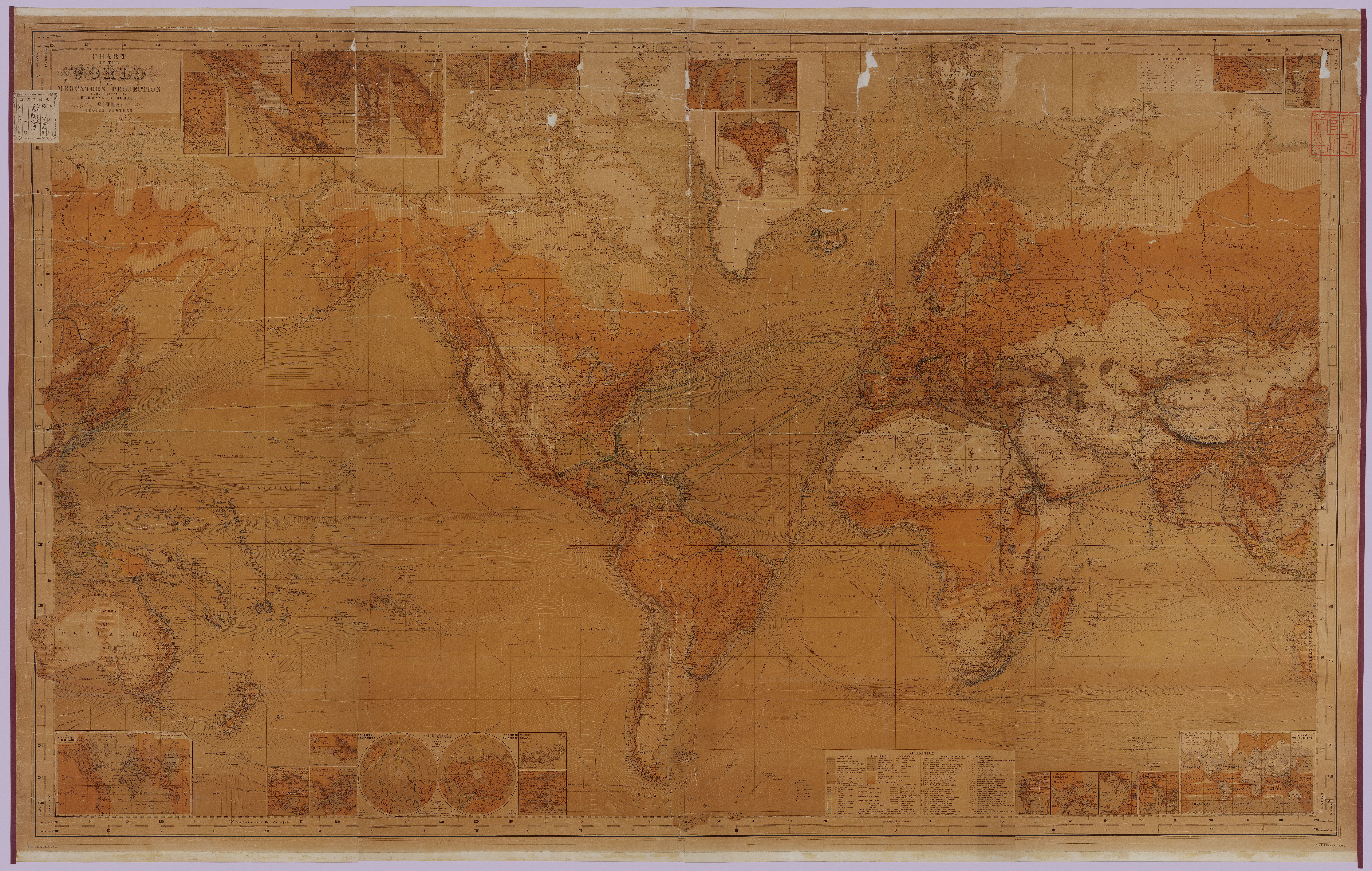
1871 Chart of the world on Mercator's projection

## Belangrijke werken
Naast vele kaarten voor PGM, Stielers Handatlas en de atlassen van Emil von Sydow was hij onder andere verantwoordelijk voor:
- Allgemeine Weltkarte in Mercators Projektion (Gotha 1859, 4 bl.)
- Karte des Ötztaler Gletschergebiets (Gotha 1861)
- Physikalische Karte der Erde (Gotha 1874, 8 Bl.)
- Physikalische Wandkarte von Europa (Gotha 1875, 9 Bl.)
- Karte der Alpen (Gotha 1878, 8 Bl.)
- Physikalische Wandkarte von Afrika (Gotha. 1881, 6 Bl.)